# Autumnblaze
Autumnblaze – niemiecki zespół założony w 1996 roku przez wokalistę i lidera formacji Markusa Baltesa łączący w swej muzyce wiele stylów charakterystycznych dla formacji takich jak Elbow, Katatonia, Sigur Rós, The Cure, Radiohead, Portishead, Anathema – od ciężkich, mrocznych i melodyjnych dźwięków metalowych z pogranicza Doom metalu (wcześniejsze materiały), czy kończąc na po nowoczesnych alternatywno-rockowych i triphopowych dźwiękach na ostatnich wydawnictwach (szczególnie album Mute Boy, Sad Girl). Tematyka tekstów zawsze oscylowała wokół uczuć, miłości, smutku, życia i śmierci.

Ostatnia płyta Autumnblaze Words are not what they seem wydana w 2004 roku inspirowana jest muzyką z serialu Miasteczko Twin Peaks Angela Badalamentiego.
 Markus Baltes rozwiązał zespół w 2006, aby skupić się na nowym projekcie Sidewaytown (muzyczny mix post-rocka, progressive i electroniki).

## Dyskografia
- Dreaming Moonspark Fairylands, Demo 1997
- Every Silent Moment I Weep, EP 1998
- DämmerElbenTragödie, LP 1999
- Bleak, LP 2000
- Mute Boy, Sad Girl, LP 2002
- Lighthouses, EP 2002
- The Mute Sessions, Best of/Compilation 2003
- Words Are Not What They Seem, LP 2004